# فک‌های خزری-قطبی
فک‌های خزری-قطبی (نام علمی: Pusa) نام یک سرده از تیره فک بی‌گوش است. سه گونه این جنس در مناطق قطبی و زیر قطبی و همچنین در اطراف دریای خزر یافت می شوند که شامل کشورها و مناطق ایران، روسیه، فنلاند، اسکاندیناوی، بریتانیا، گرینلند، کانادا، ایالات متحده، آذربایجان، قزاقستان و ژاپن میباشد. با توجه به تغییر شرایط محیطی محلی، فک های یافت شده در منطقه کانادا دارای الگوهای رشد متنوعی هستند. فوک های شمال کانادا دارای رشدی کند ولی اندازه‌ای بزرگ هستند، در حالی که فک های جنوبی دارای رشدی سریع و در مقابل اندازه کوچکتری میباشند.
از این سه گونه تنها فک کاسپین در معرض خطر انقراض است، در حالی که دو زیرگونه از فک‌های خزری-قطبی آسیب پذیر و در خطر انقراض به ترتیب فک بایکال و فک حلقه‌ای هستند.

## گونه‌ها
فک کاسپین، Pusa caspica - (Gmelin, 1788)
فک حلقه‌دار، Pusa hispida - (یوهان کریستیان دانیل فون شربر، ۱۷۷۵)
فک بایکال، Pusa sibirica - Gmelin, ۱۷۸۸
|  | \| \| فک حلقه‌دار \| \| \| \| \| \| فک بایکال \| \| \| \| |
|  |                                                          |
|  | فک کاسپین                                                |
|  |                                                          |
|  | فک حلقه‌دار                                               |
|  |                                                          |
|  | فک بایکال                                                |
|  |                                                          |

|  | فک حلقه‌دار |
|  |            |
|  | فک بایکال  |
|  |            |